# Dia Internacional de la Contrasenya
El Dia Internacional de la Contrasenya és commemora el primer dijous de maig com una mesura encaminada a reforçar l'ús de contrasenyes segures en l'àmbit tecnològic.